# Rafael López Gutiérrez
Rafael López Gutiérrez, né en 1854 à Tegucigalpa et mort le 10 mars 1924 à Amapala, est un homme d'État hondurien. Il est président du Honduras du 1er février 1920 à sa mort.